# Liège-Bastogne-Liège 2019
Liège-Bastogne-Liège 2019 a fost ediția a 105-a a cursei clasice de ciclism Liège-Bastogne-Liège, cursă de o zi, care a fost programată să se desfășoare pe 28 aprilie. S-a desfășurat pe distanța de 256 de kilometri. Cursa a fost câștigată de ciclistul danez Jakob Fuglsang de la Astana.

## Echipe
Toate cele 18 echipe din UCI WorldTeams au fost invitate în mod automat și au fost obligate să participe la cursă. Șapte echipe au primit wild card-uri.

### Echipe UCI World
- Ag2r-La Mondiale
- Astana
- Bahrain–Merida
- Bora–Hansgrohe
- CCC Pro Team
- Deceuninck–Quick-Step
- EF Education First
- Groupama–FDJ
- Lotto–Soudal
- Mitchelton–Scott
- Movistar Team
- Team Dimension Data
- Team Jumbo–Visma
- Team Katusha-Alpecin
- Team Sky
- Team Sunweb
- Trek-Segafredo
- UAE Team Emirates

### Echipe continentale profesioniste UCI
- Arkéa–Samsic
- Cofidis
- Total Direct Énergie
- Sport Vlaanderen–Baloise
- B&B Hotels p/b KTM
- Bingoal–Wallonie Bruxelles
- Circus–Wanty Gobert

## Rezultate
| Loc | Concurent             | Echipă           | Timp       |
| --- | --------------------- | ---------------- | ---------- |
| 1   | Jakob Fuglsang        | Astana           | 6h 37' 37" |
| 2   | Davide Formolo        | Bora–Hansgrohe   | +27"       |
| 3   | Maximilian Schachmann | Bora–Hansgrohe   | +57"       |
| 4   | Adam Yates            | Mitchelton–Scott | +57"       |
| 5   | Michael Woods         | EF Pro Cycling   | +57"       |
| 6   | David Gaudu           | Groupama–FDJ     | +57"       |
| 7   | Mikel Landa           | Movistar Team    | +57"       |
| 8   | Vincenzo Nibali       | Bahrain–Merida   | +1' 00"    |
| 9   | Dylan Teuns           | Bahrain–Merida   | +1' 05"    |
| 10  | Wout Poels            | Team Sky         | +1' 26"    |

## Legături externe
- en Site web oficial
- Liège-Bastogne-Liège 2019 – ProCyclingStats